# Warandepark

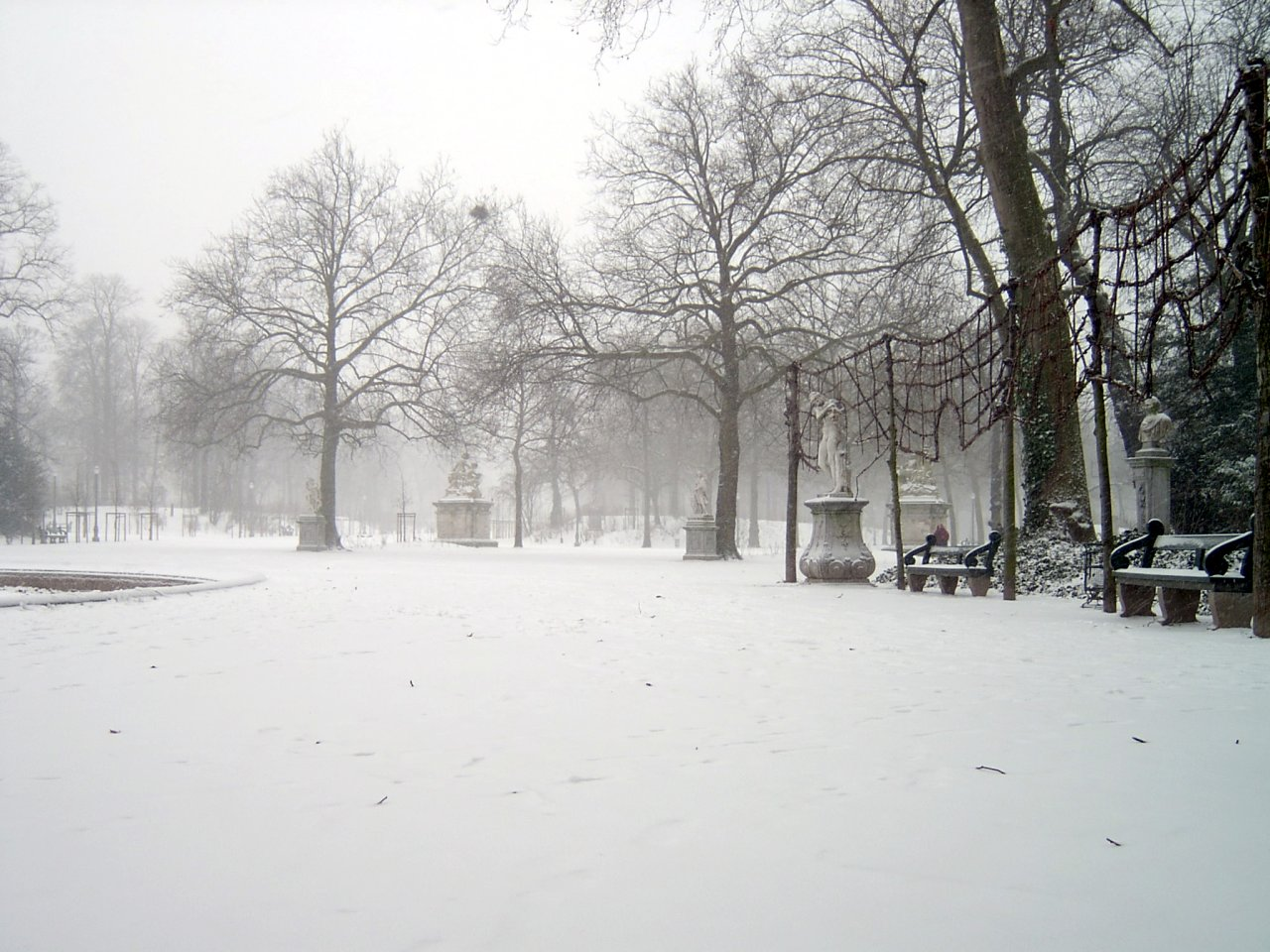
Der Warandepark im Winter

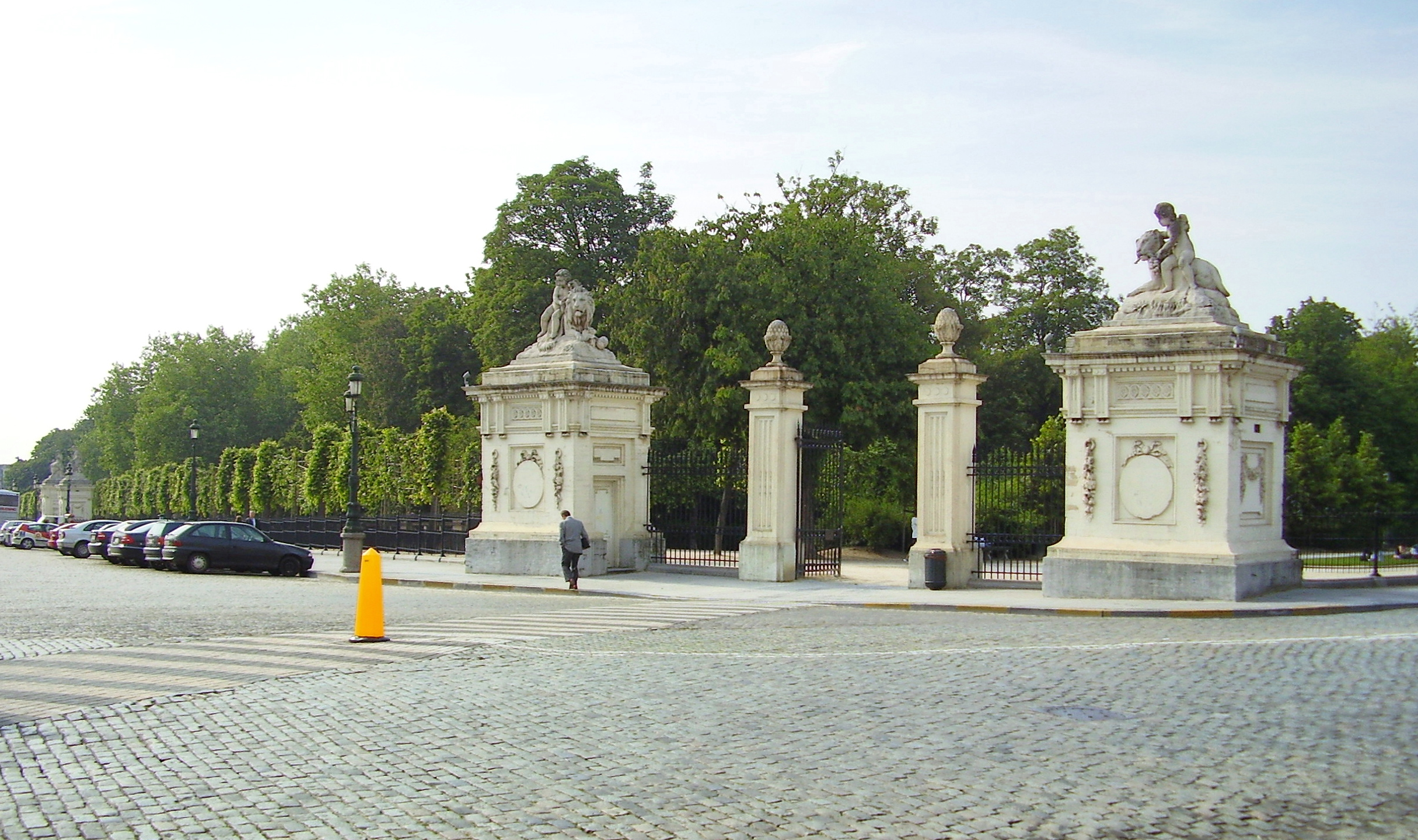
Eingang zum Warandepark oder Brussels Park

Der Warandepark oder auch Königlicher Park von Brüssel genannt, (auf Englisch Brussels Park, niederländisch Park van Brussel, de Warande oder Koninklijk Park, französisch Parc de Bruxelles oder Parc Royal) ist mit 13 ha nach dem Jubelpark (30 ha groß) der zweitgrößte und zusammen mit letzterem auch einer der bedeutendsten innerstädtischen Parks der belgischen Hauptstadt Brüssel.

## Entstehungsgeschichte
Historisch betrachtet, ist der heutige Park der grüne Überrest eines ehemals zum herzoglichen Schloss Koudenberg gehörenden städtischen Wildtiergartens, gewissermaßen ein feudaler jagdlicher Vergnügungspark der Herzöge von Brabant. 

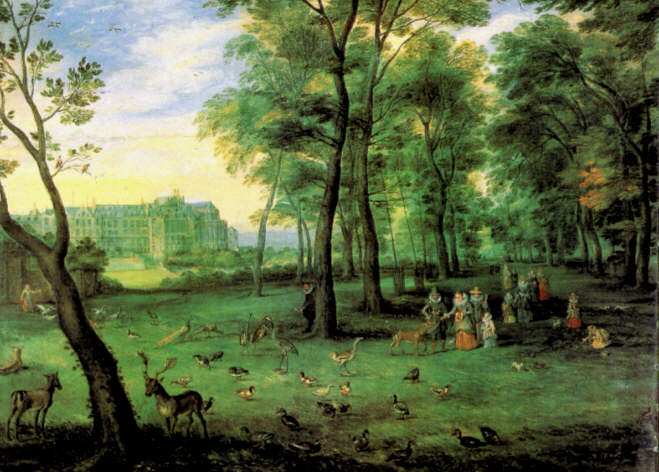
Erzherzog Albrecht zusammen mit seiner Gattin Erzherzogin Isabella und ihrem Gefolge beim Wandeln in der Warande, dem herzoglichen Tiergarten. Im Hintergrund ist der alte Palast auf dem Koudenberg noch zu sehen, der gut ein Jahrhundert später abgebrannt ist. Das Ölgemälde von Jan Brueghel d. Ä. entstand zwischen 1609 und 1621.

Diese mittelalterlichen jagdlichen Lustgärten nannte man in den südlichen und nördlichen Niederlanden „Warande“. Es finden sich noch heute in vielen Städten Flanderns und der Niederlande Plätze oder Viertel, die diesen Namen tragen. Der Herzog von Brabant hielt in diesem Wildgehege Hirsche, Wildschweine und Ähnliches. Direkt am Schloss befand sich jedoch auch noch ein kleinerer Ziergarten.
Diese Idylle fand jedoch schlagartig ein Ende, als in der Nacht vom 3. zum 4. Februar 1731 das Schloss auf dem Koudenberg fast völlig niederbrannte und danach nie wieder aufgebaut wurde. Auch der angrenzende Park wurde durch den Brand in Mitleidenschaft gezogen. Wegen Geldmangels änderte sich an dem ruinenhaften Zustand der Gegend in den nächsten 40 Jahren nichts.
Erst 1775 wurde unter Kaiserin Maria Theresia vorgeschlagen, auf Kosten der Stadt Brüssel mit der Neuanlage eines Parks zu beginnen. Nach harten Verhandlungen einigte man sich 1776 darauf, dass die Stadt Brüssel das Gelände für den neuen Park einebnen sowie die drei angrenzenden Straßen, nämlich die Koningsstraat, die Brabantstraat (jetzt Wetstraat) und die Hertogstraat, anlegen werde. Die Regierung wollte dann die Anlage des eigentlichen Parks übernehmen. Insgesamt 1218 Bäume mussten in der Folge gefällt werden, um Raum für die geplanten Bodennivellierungen zu schaffen, denn das Parkgelände war ursprünglich wesentlich hügeliger als es sich heute dem Besucher darstellt. Doch schon bald nach Fertigstellung kam es während der Französischen Revolution zu den ersten Zerstörungen, als Sansculotten die römischen Kaiserbüsten von ihren Sockeln stürzten. Während der Belgischen Revolution biwakierten dann niederländische Truppenverbände in dem Park.
Die letzte Rundumerneuerung erfuhr der Park im Jahr 2001, wobei aber wiederum ein paar Bäume gefällt werden mussten.

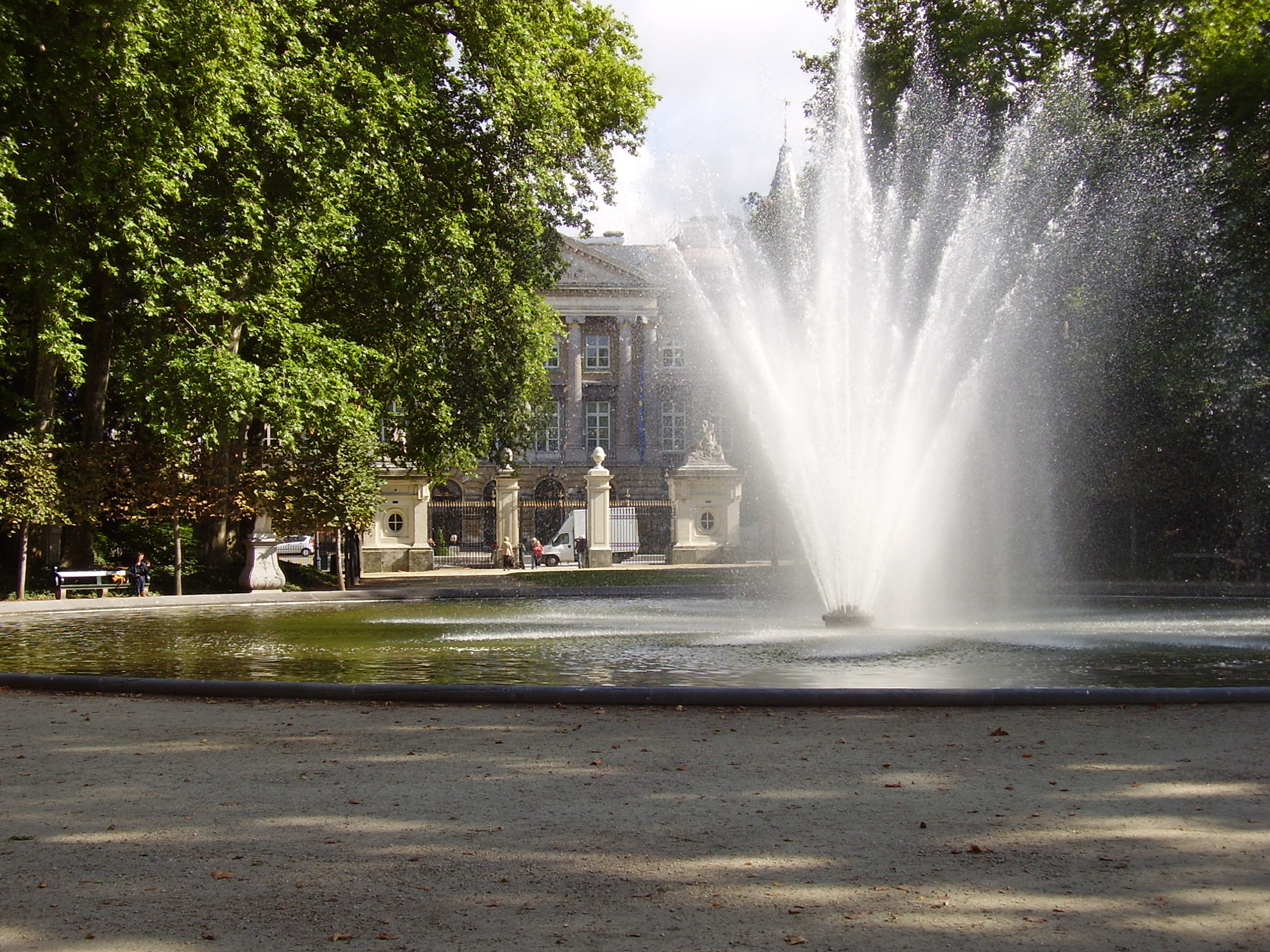
Großer Springbrunnen

## Heutiger Zustand
Am Rande des rechteckig angelegten Parks befinden sich unter anderem wichtige Gebäude wie im Süden der Königliche Palast und der Palast der Akademien (mit KVAB, ARB und RASAB), gegenüberliegend im Norden das Parlamentsgebäude, im Osten die US-Botschaft sowie im Westen weitere Einrichtungen des Bank- und Regierungswesens. Begrenzt wird der Park im Westen durch die Koningsstraat/Rue Royale, im Norden durch die Wetstraat/Rue de la Loi, im Osten durch die Hertogstraat/Rue Ducale und im Süden durch den Palästeplatz. An der Ecke Koningsstraat/Wetstraat liegt die Metrostation Park und im Südwesten des Parks, an der Ecke Koningsstraat/Palästeplatz, stößt man auf das seit 2002 in dieser Form bestehende Kunst- und Veranstaltungszentrum Bozar, das auf das Musée des Beaux-Arts/Museum voor schone kunsten zurückgeht.
Innerhalb des Parks befindet sich in der nordöstlichen Ecke das Königliche Parktheater. Weiterhin werden in den Sommermonaten im Warandepark regelmäßig Konzerte unter freiem Himmel veranstaltet.
Aus einer Holzhütte im Süden des Parkes wird rund um die Uhr Kiosk Radio gesendet, ein Sender für elektronische Musik.
Der Park ist rund um die Uhr frei zugänglich. Lediglich bei Sturmwarnungen sowie bei in der Nähe stattfindenden Großveranstaltungen wird der Zugang eingeschränkt oder der Park komplett gesperrt.

## Bilder

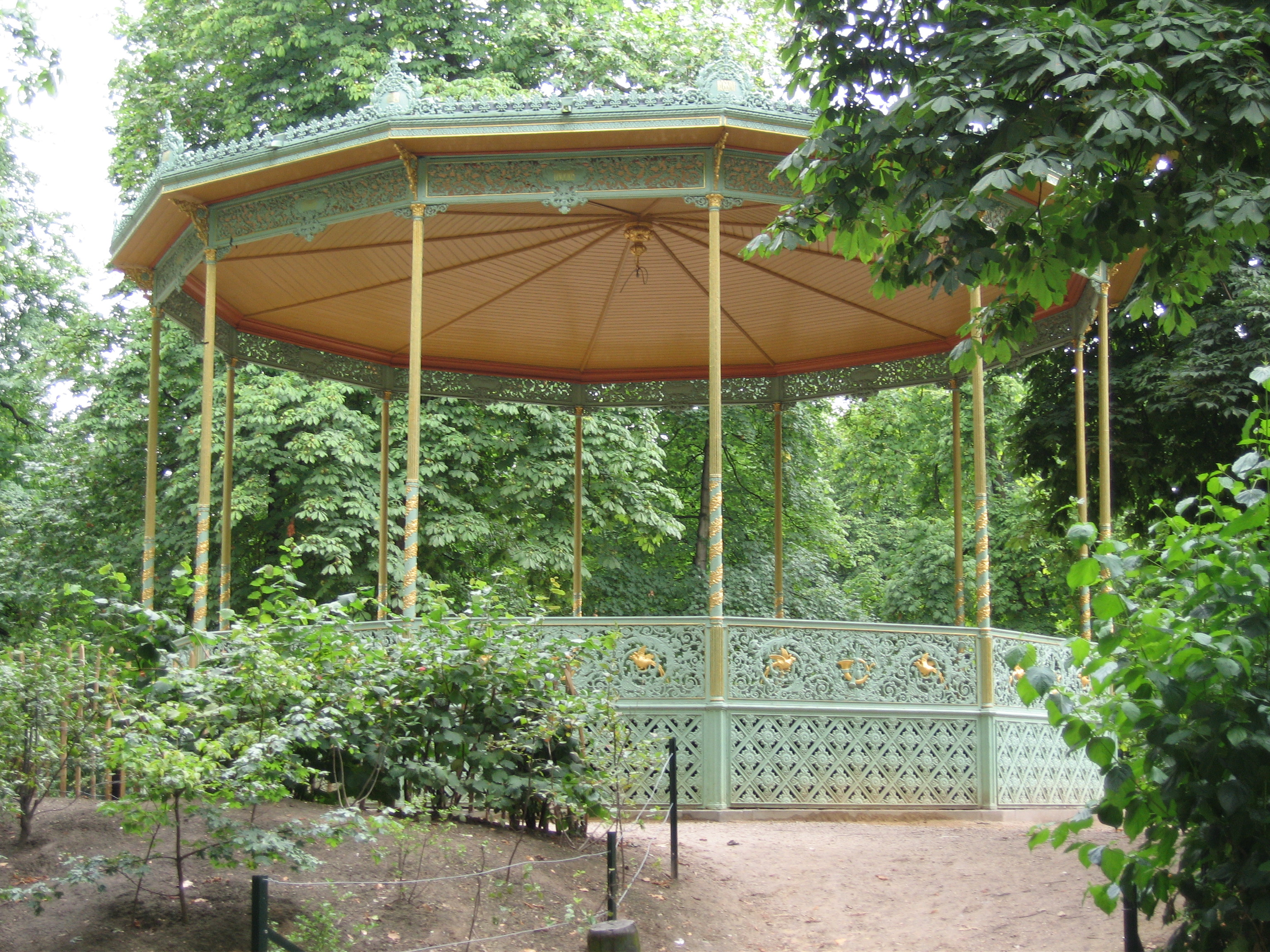
Der Kiosk des Warandeparks
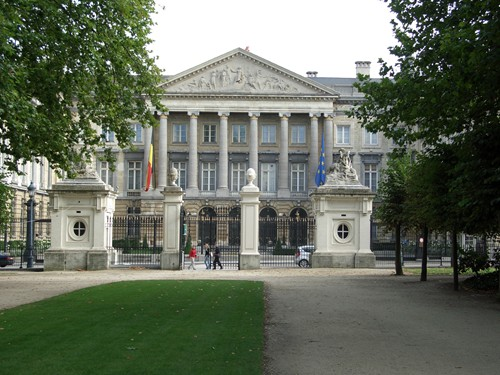
Föderales Parlamentsgebäude am Nordeingang des Warandeparks in Brüssel
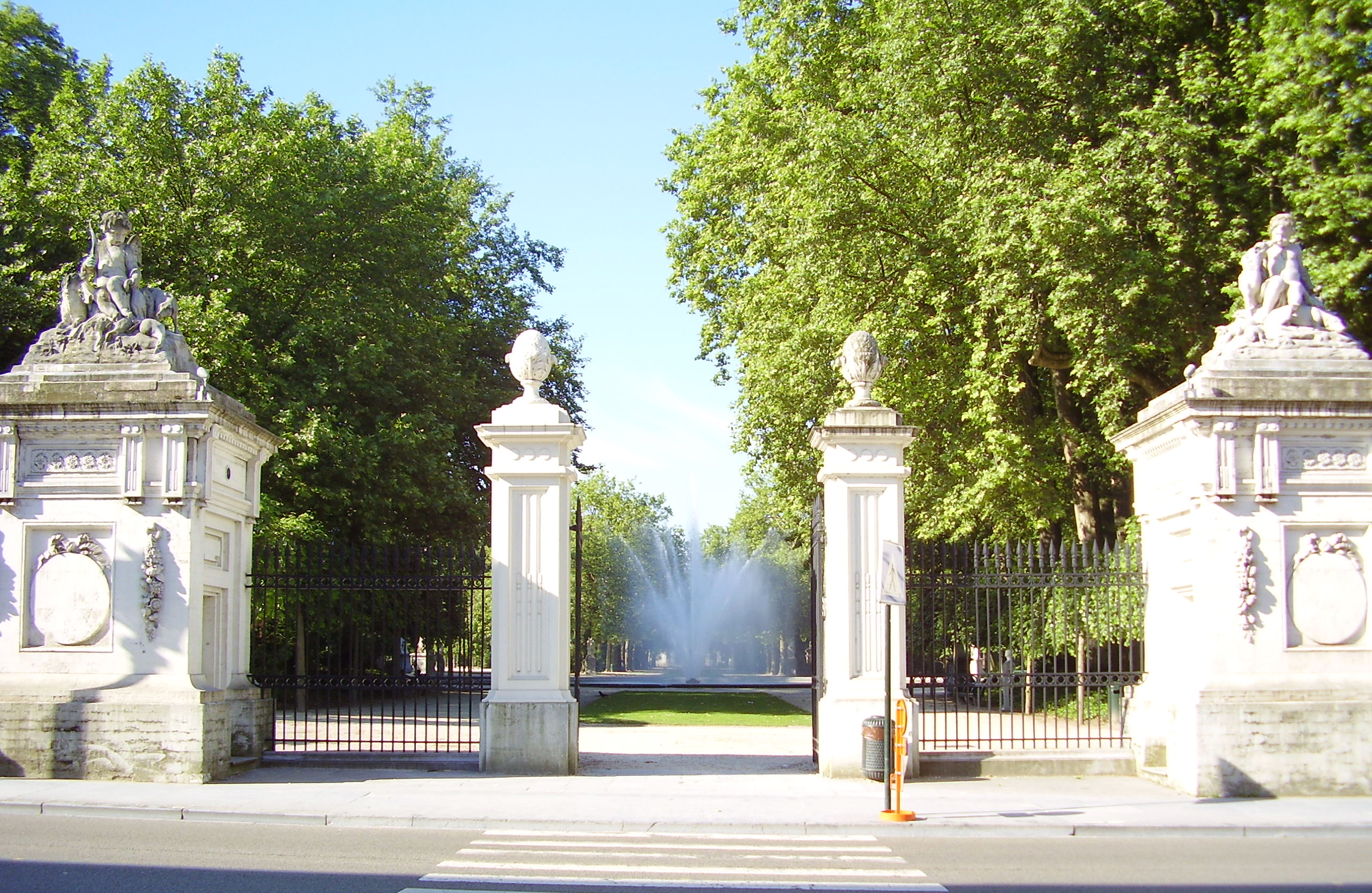
Blick vom Gebäude des Parlaments auf Nordeingang und Großen Springbrunnen des Parks
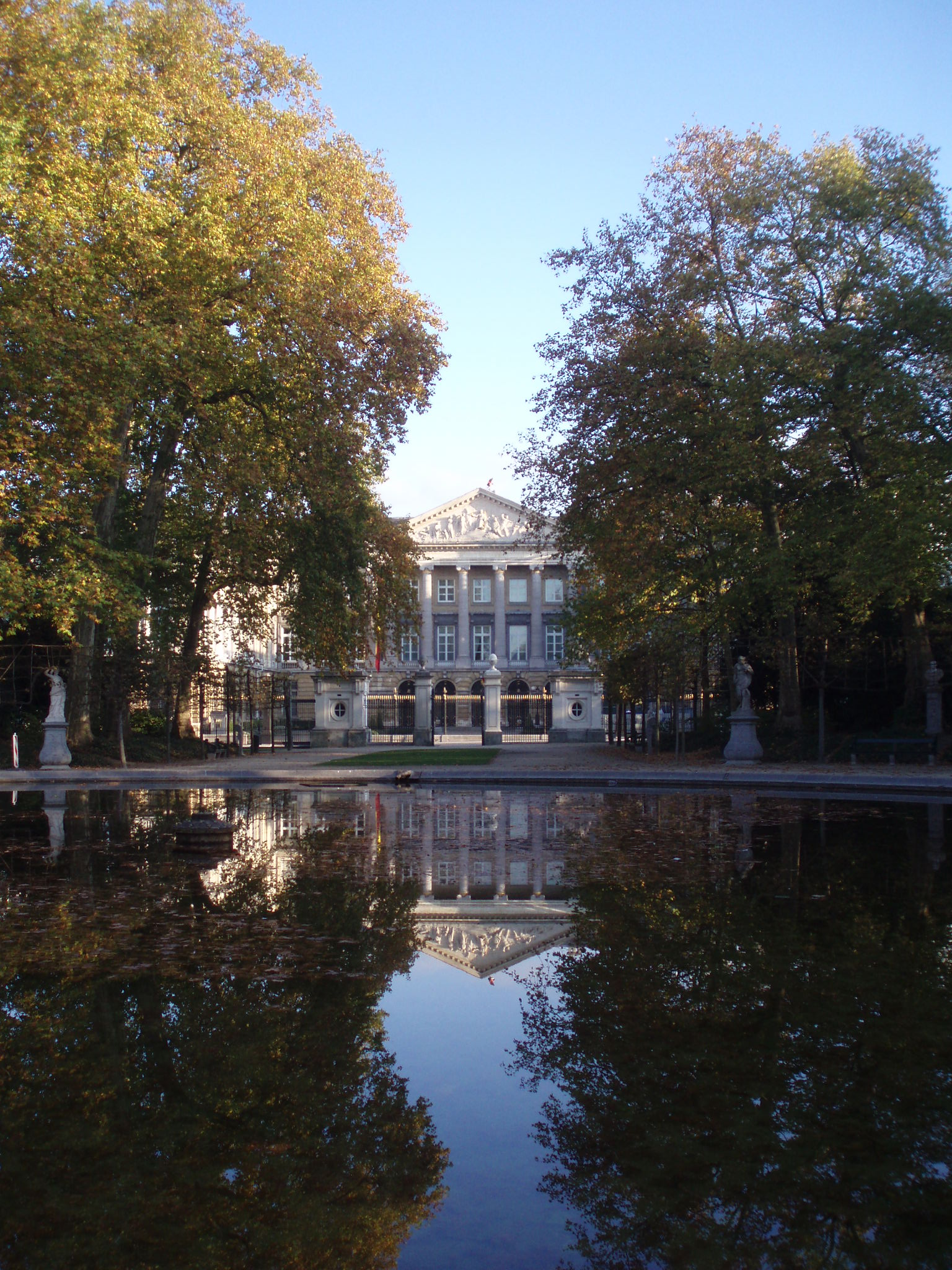
Blick vom Großen Springbrunnen auf das Gebäude des Parlaments am Nordeingang des Parks
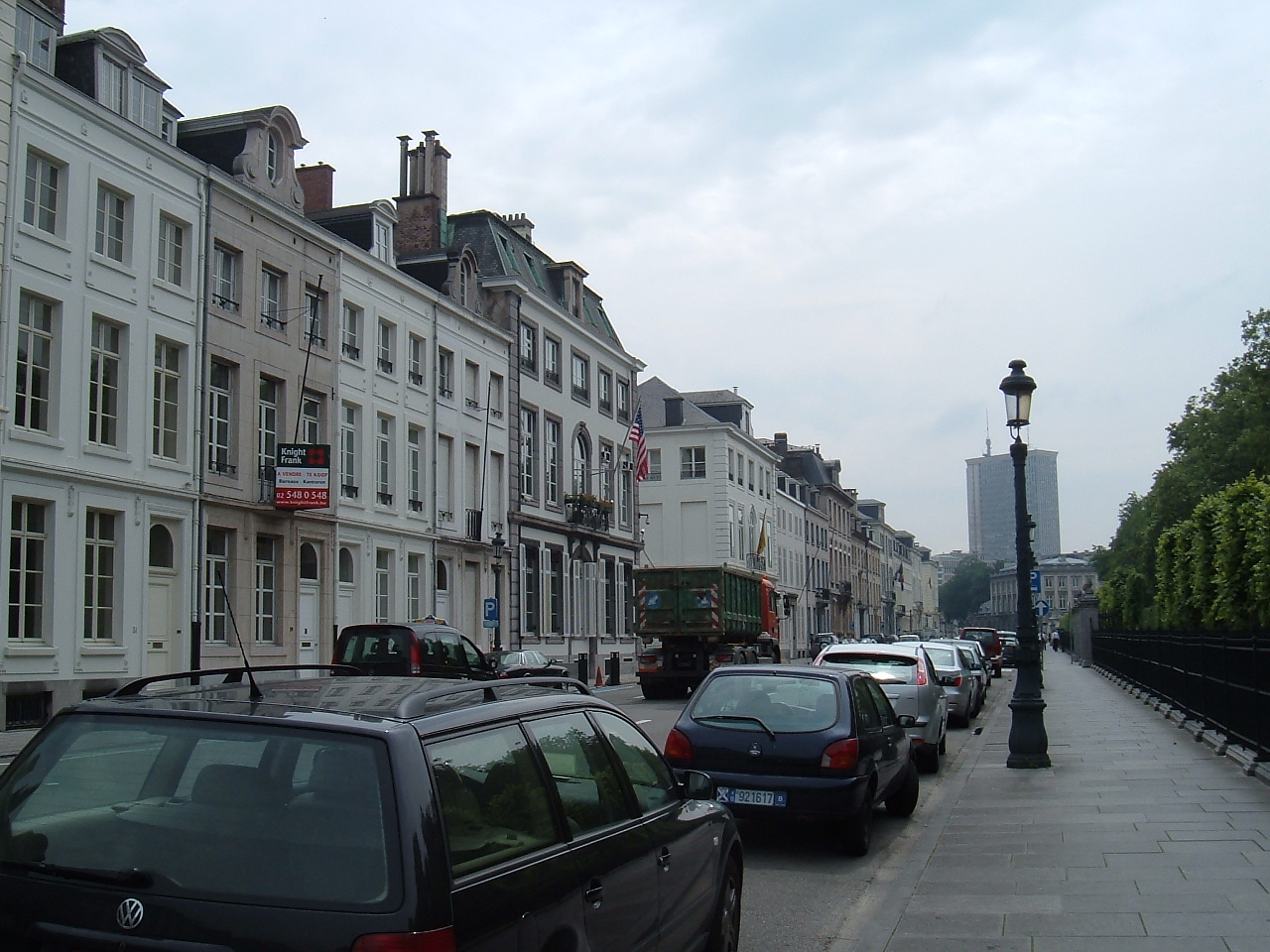
Botschaft der Vereinigten Staaten (Bildmitte) an der Ostseite des Parks
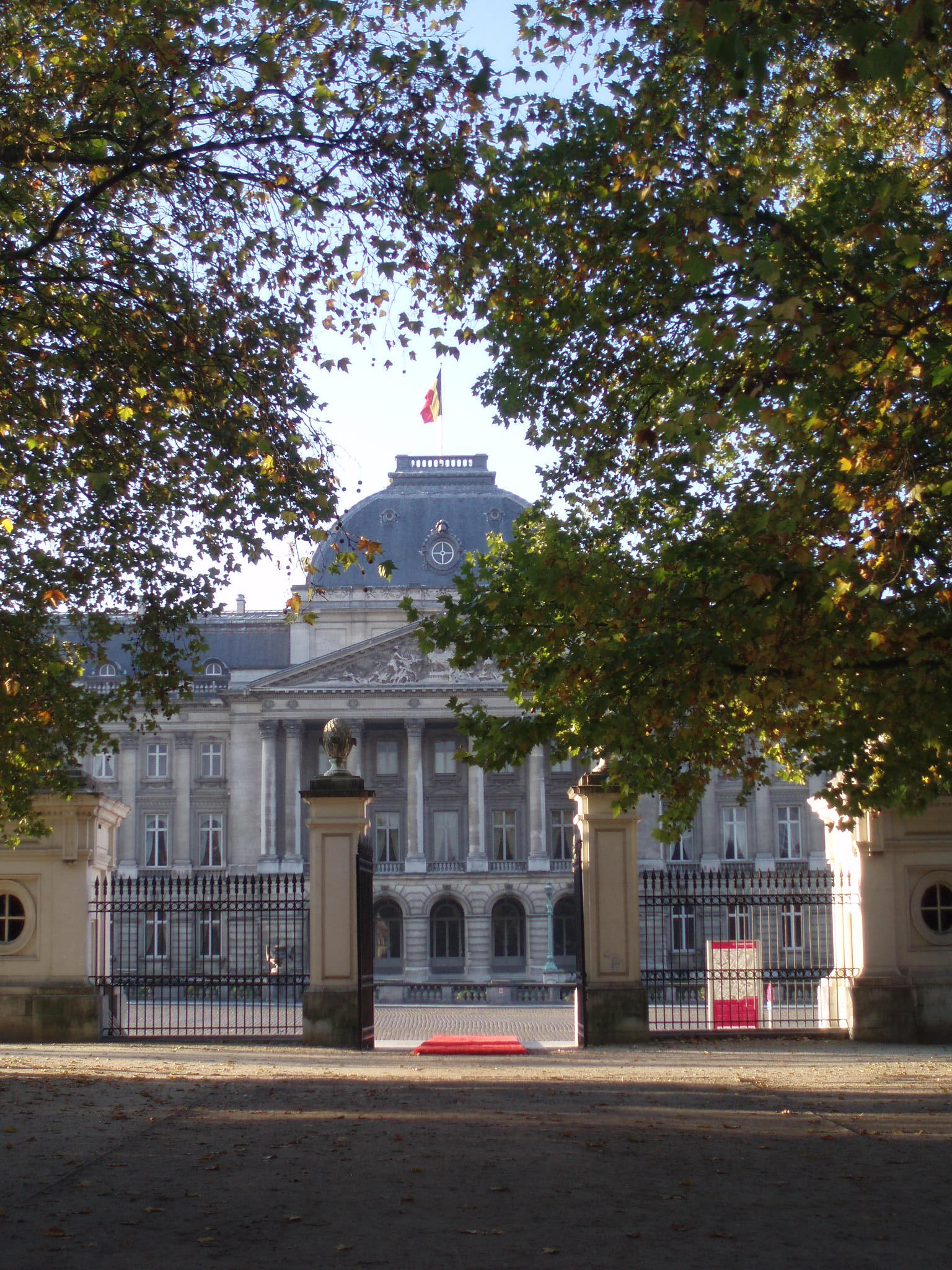
Königlicher Palast am Südeingang des Parks

## Nachweise
1. ↑  wat is een warande? aus: "Het edele vermaak. De jacht in de Spaanse Nederlanden onder de Aartshertogen. (Philippe Liesenborghs)" bei: ethesis.net (niederländisch)
2. ↑  Geschichte und Beschreibung des Viertels um den Warandepark: vlaamsparlement.be (auf Niederländisch; PDF; 1,7 MB)
3. ↑  Guide to Brussels: 6 DJs reveal their favourite spots in the city. Abgerufen am 15. März 2023.

Koordinaten: 50° 50′ 40,6″ N, 4° 21′ 49,3″ O